# 18581 Batllo
18581 Batllo este un asteroid din centura principală de asteroizi.

## Descriere
18581 Batllo este un asteroid din centura principală de asteroizi. A fost descoperit pe 7 decembrie 1997 la Caussols, în cadrul proiectului ODAS. Asteroidul prezintă o orbită caracterizată de o semiaxă mare de 2,36 ua, o excentricitate de 0,05 și o înclinație de 6,7° în raport cu ecliptica.